# Донське (Свєтлогорський район)
Донське (рос. Донское) — селище міського типу Свєтлогорського району, Калінінградської області Росії. Входить до складу Міського поселення Донське.
Населення —  2827 осіб (2015 рік). 

## Населення
| 1910  | 1933  | 1939  | 2002  | 2010  | 2012  | 2013  |
| ----- | ----- | ----- | ----- | ----- | ----- | ----- |
| 179   | ↗347  | ↗653  | ↗3170 | ↘2924 | ↘2911 | ↘2801 |
| 2014  | 2015  | 2016  | 2017  | 2018  |       |       |
| ↗2853 | ↘2827 | ↘2809 | ↘2780 | ↗2795 |       |       |